# غاري أ. نيلسون
غاري أ. نيلسون هو سياسي أمريكي، ولد في 1936 في سبوكين في الولايات المتحدة. نشط حزبياً في الحزب الجمهوري. وقد انتخب عضو مجلس نواب واشنطن ‏.